# Imagine TV
Imagine TV était une chaîne de télévision de divertissement populaire en hindi, détenue par Turner Broadcasting System (une filiale de Time Warner), basée à New Delhi.

## Histoire
La chaîne a été créée par le Groupe NDTV sous la direction de l’ancien PDG de STAR India, Sameer Nair, la chaîne a été lancée en Inde le 21 janvier 2008 sous le nom de NDTV Imagine. Imagine TV est liée à Karan Johar, consultante en création et ambassadrice de la marque Imagine TV. La chaîne a été initialement lancée par NDTV en partenariat avec NBCUniversal, mais NBCUniversal a quitté ce partenariat en octobre 2009,.